# Чхартишвили, Валериан Михайлович
Валериан Михайлович Чхартишвили (1940 — июнь 2014) — советский футболист, защитник; советский и грузинский тренер. Мастер спорта СССР (1965).
Дебютировал в чемпионате СССР в 1960 году — провёл четыре матча за «Динамо» Тбилиси. В 1960—1961 годах играл за «Динамо» Батуми в классе «Б». В 1962—1967 в чемпионате СССР провёл 145 матчей, забил 30 голов в составе «Торпедо» Кутаиси. В дальнейшем играл за «Мешахте» Ткибули (1967), «Динамо» Батуми (1969—1972).
Возглавлял «Динамо» Батуми в 1974, 1981—1988, 1994—1996 годах.